# Brüggen (Nadrenia Północna-Westfalia)
Brüggen – miejscowość i gmina w zachodnich Niemczech, w kraju związkowym Nadrenia Północna-Westfalia, w rejencji Düsseldorf, w powiecie Viersen.